# Simulium tumulosum
Simulium tumulosum är en tvåvingeart som beskrevs av Rubtsov 1956. Simulium tumulosum ingår i släktet Simulium och familjen knott. Inga underarter finns listade i Catalogue of Life.